# 岡本宏
岡本 宏（おかもと ひろし、1939年4月10日 - ）は、日本の医学者、東北大学監事・名誉教授、医学博士（京都大学）。研究の中心は細胞の生死のメカニズムを解明することであり、特にインスリンを産出する膵臓細胞が壊れる仕組みを解明したことで知られる。瑞宝中綬章受章、日本学士院賞受賞。

## 略歴
- 1939年 石川県に生まれる。
- 1964年 金沢大学医学部医学科卒業
- 1969年 京都大学大学院医学研究科博士課程修了。京都大学医学部助手
- 1976年
  - 金沢大学医学部助教授
  - 富山医科薬科大学医学部教授
- 1984年 東北大学医学部教授
- 1999年 東北大学大学院医学系研究科教授
- 2003年 東北大学名誉教授
- 2006年 東北大学監事

## 受賞歴
- 1973年 日本生化学会奨励賞[1]
- 1983年 第36回中日文化賞[1]
- 1993年 日本糖尿病医学会ハーゲドーン賞[1]、武田医学賞（インスリン産生細胞破壊とその防止の機構）[1][2]
- 1996年 第33回ベルツ賞2等賞（新しいインスリン分泌機構とその病態）[1][3]
- 2002年 紫綬褒章[1][4]
- 2003年 日本学士院賞（実験糖尿病の発症とその防止に関する研究）[1][5]
- 2013年 瑞宝中綬章[6]

## 古書
古書の蒐集が趣味で、ニューヨークの古書店から約300万円で購入した種の起源の初版本を、東北大学附属図書館が百周年を迎えるのに合わせて寄贈した。